# Комаровка (Ахтырский район)
Комаровка (укр. Комарівка) — село, 
Олешнянский сельский совет,
Ахтырский район,
Сумская область,
Украина.
Код КОАТУУ — 5920386303. Население по переписи 2001 года составляет 84 человека .

## Географическое положение
Село Комаровка находится на берегу реки Буймер, в месте впадения её в реку Олешня,
выше по течению примыкает село Мащанка (Тростянецкий район).
На реке большая запруда.
Выше по течению реки Олешня примыкает село Садки,
на противоположном берегу — сёла Лысое и Новое.
К селу примыкают большие лесные массивы (дуб).
Рядом с селом проходит железнодорожная ветка.